# Columbus (Carolina do Norte)
Columbus é uma cidade  localizada no estado norte-americano de Carolina do Norte, no Condado de Polk.

## Demografia
Segundo o censo norte-americano de 2000, a sua população era de 992 habitantes.
Em 2006, foi estimada uma população de 993, um aumento de 1 (0.1%).

## Geografia
De acordo com o United States Census Bureau tem uma área de
4,6 km², dos quais 4,6 km² cobertos por terra e 0,0 km² cobertos por água.

## Localidades na vizinhança
O diagrama seguinte representa as localidades num raio de 20 km ao redor de Columbus.